# Bosnyák Zoltán (tanár)
Bosnyák Zoltán (Budapest, 1905. január 2. – Budapest, 1952. október 4.) tanár, radikális jobboldali szerkesztő-újságíró.

## Életrajza
Édesapja Bosnyák Pál szűcssegéd, édesanyja Buresch Anna volt. 1927-ben, a Pázmány Péter Tudományegyetemen végzett tanárképzőt. 1927–1928 között a tápiószelei népiskolában, majd 1931-től kezdve Budapesten tanított, 1940–1944 között a Váli utcai Polgári Iskola földrajz-természetrajz tanára volt.
Első tanulmánya 1930-ban jelent meg a Cél című fajvédő lapban, melynek főszerkesztője ekkor Méhelÿ Lajos zoológus, egyetemi tanár, „fajbiológus” volt. Kettejük között hamar barátság szövődött, Bosnyák rövidesen Méhelÿ jobbkezévé vált. 1940-ben Bosnyák tőle vette át a Cél szerkesztését, ami mellett a Harc, az Egyedül Vagyunk, és a Függetlenség című szélsőjobboldali lapoknak is volt rövidebb-hosszabb ideig szerkesztője.
1942-ben vetette fel többedmagával egy „zsidókutató intézet” felállítását, mely végül 1943-ban kapott hivatalos keretet „Magyar Zsidókérdés Kutató Intézet” néven, melynek igazgatójává választották.
1944 végén a Cseh–Morva Protektorátusba menekült, a front is ott érte utol. Innét felesége rokonaihoz mentek tovább Hosszúfaluba, Erdélybe. 1945 májusában egy napra Magyarországra látogatott, ahol az újságokból megtudta, hogy mint háborús bűnöst körözik. Még aznap visszatért Romániába, ahonnét 1948-ban, sógora útlevelével ismét Magyarországra látogatott, hogy ő és családja esetleges nyugatra szökését készítse elő. Három hétnyi puhatolózás után tervét feladta és, mivel még 1946-ban távollétében a Népbíróság halálra ítélte, visszatért Romániába, tovább bujkált felesége szüleinél és rokonainál. Ott kezdett leveleket írogatni több, a háború előtt és alatt erősen jobboldali, illetve szélsőjobboldali, még élő személyeknek, így vette fel a kapcsolatot a Spanyol Rádiónál dolgozó Muráti Lilivel is. Murátin keresztül kezdett el tudósításokat írni a rádió számára a romániai kollektivizálásról és a kommunista politikai átalakulásról Bereghy Zoltán álnéven, 1949-től. Ezen leveleit a Securitate felfedezte és felbontotta: 1950. március 9-én letartóztatták és december 28-án tiltott határátlépés, illetve államellenes izgatás miatt tíz év börtönbüntetésre ítélték. 1951-ben elítéltként a Duna–Fekete-tenger-csatorna építésén dolgozott, szeptember 1-jén adták ki Magyarországnak.
Budapesti raboskodása alatt igyekezett minden korábbi nézetét revideálni, illetve megegyezésre jutni a hatalommal, mielőtt még bíróság elé került volna. Így, egyebek mellett, javaslatot tett egy Antifasiszta Intézet, valamint az Államvédelmi Hatóság Tudományos Kutató Intézetének létrehozására az ő közreműködésével. Ezek segítésére maga számára Bosnyák közírói vagy újságírói pályát képzelt el, illetve felajánlotta visszaemlékezései, valamint számos ideológiai mű megírását a szocializmus mellett és a fasizmus ellen. Ezek közül a hivatalos álláspont szerint egyik sem készült el, bár a "Vallomásaim és tévedéseim" című önéletrajzi műhöz közel 30 oldalas, részletes kivonat és egy három oldalas jelentés is készült, mely máig fennmaradt, az eredeti írás azonban elveszett.
Bosnyák halálos ítéletét első, másod és 1952. szeptember 18-án harmadfokon is helybenhagyták, a kivégzés napját pedig október 4-e reggel hét órára tűzték ki. Az ítéletet a Budapesti Gyűjtőfogházban hajtották végre.
Mivel elítéléséről és kivégzéséről semmiféle hír nem jelent meg és családját sem értesítették, egy ideig eltűntnek hitték, illetve főleg szélsőjobboldali körök úgy vélték, hogy ítélet nélkül végezték ki.

## A Bosnyák-ügy
Bosnyák Zoltán után 1971-ben kezdett el kutatni Kutrucz Gizella, aki akkoriban egy 440 négyzetméteres csillebérci telekrészt kívánt kibérelni. A telek bérbeadójaként Bosnyák Zoltán és felesége volt feltüntetve. Miután Kutrucz rájött, hogy a bérbeadók azonosak a háborús bűnösként kivégzett Bosnyák Zoltánnal, elkezdett érdeklődni azután, hogy miért lehet közel húsz évvel a kivégzése után is még mindig az ő és felesége nevén a telek. Ennek folyamán ahogy egyre jobban belemélyedt az 1950-es évek politikájába és gyakorlatába, kutatásai annál erősebb falakba, illetve átlátszó hazudozásokba ütköztek, mígnem 1987-ben az MSZMP-ből is kizárták „pártellenes magatartása” miatt.
Ember Judit 1985-ben Hagyd beszélni Kutruczot! címmel dokumentumfilmet forgatott a nő főként Bosnyák köré épülő kutatásairól. Már megszerezte Bosnyák halotti anyakönyvi kivonatát is, ami bizonyossá tette kivégzését, illetve annak napját. A filmet azonnal betiltották és csak a rendszerváltás után vetítették először, azonban az írott szöveg Kutrucz tudta nélkül kijutott nyugatra és a Menóra című, magyar nyelvű lapban több részletben megjelent, valamint a Szabad Európa Rádió is foglalkozott a témával.
A dokumentumfilm révén merült fel, hogy Bosnyákot, pontosabban írásait (legalábbis a bizonyosan elkészült Vallomások és visszaemlékezéseket) egy állítólagos, zsidók elleni monstre perhez kívánták felhasználni, ami azonban sosem következett be. (Bár 1953-ban több anticionista per is volt, például Péter Gábort, az ÁVH vezetőjét is leváltása után nem sokkal „cionista összeesküvés” vádjával tartóztatták le és ítélték börtönbüntetésre.) Stöckler Lajos, a Pesti Izraelita Hitközség vezetője elleni 1953-as anticionista perben került elő egyedül utalás Bosnyák írásainak felhasználhatóságára. Azt viszont máig sem sikerült minden kétséget kizáróan bizonyítani, hogy Bosnyák pontosan mennyit és mit írt, valamint önként, vagy (egy állítólagos volt cellatársa szerint) kényszer hatására írta, amiket írt.

## Főbb művei
- Fővárosunk elzsidósodása (Bp., 1935)
- Két világ harca. A berni protokoll-per és a zsidókérdés tanulságai (Bp., 1935)
- Sem antiszemitizmus, sem zsidógyűlölet, hanem nemzeti önvédelem. Válasz a Mi az oka a zsidógyűlöletnek? című röpiratra (Bp., 1936)
- Magyarország elzsidósodása (Bp., 1937)
- A zsidókérdés törvényi rendezése. Az egyenjogusítás 70. évfordulójára (Bp., 1937)
- Harc a zsidó sajtó ellen! Sajtópolitikai tanulmány (Bp., 1938)
- A zsidókérdés újabb alakulása Magyarországon (Bp., 1938)
- Az idegen vér. A zsidókérdés fajpolitikai megvilágításban (Bp., 1938)
- Prohászka és a zsidókérdés (Bp., 1938)
- Istóczy Győző élete és küzdelmei (Bp., 1940)
- A zsidókérdés, 1-2.; Stádium, Budapest, 1940
  - 1. A zsidókérdés – világkérdés
  - 2. A zsidókérdés – magyar kérdés
- A magyar fajvédelem úttörői (Bp., 1942)
- Szembe Judeával! (Bp. 1940, bővített kiadás 1943)
- Harc a zsidó veszély ellen! Az antijudaizmus kézikönyve (Bp., 1944)
- Szembe Judeával!; 3. jav. kiad.; Gede, Budapest, 2002
- Hogyan szállta meg a zsidóság városainkat?; magánkiad., Budapest, 2024